# Verspah Oita
Verspah Oita (em japonês:  ヴェルスパ大分 - Verspah Ōita) é um clube de futebol japonês, com sede em Oita. Atualmente disputa a JFL, a quarta divisão do país.

## História
Fundado em 2003 como Hoyo FC, mudou de nome para Hoyo Atletico Elan em 2005. Entre 2007 e 2009, jogou a Liga da Prefeitura de Oita, sendo campeão neste último ano e garantindo o acesso para a Kyushu Soccer League de 2010, quando passou a se chamar Hoyo AC Elan Oita e sagrou-se bicampeão, obtendo a promoção para a JFL, até então a terceira divisão japonesa.
Em dezembro de 2013, visando uma aproximação maior com a comunidade, o clube trocou novamente seu nome para Veerspah Oita
Pela Copa do Imperador, o Verspah estreou na edição de 2009 contra o Honda Lock e foi derrotado por 2 a 1. As melhores campanhas da equipe foram em 2020 e 2021, quando chegou até a quarta fase e foi eliminado respectivamente por Honda FC e Júbilo Iwata. Também em 2020, sob o comando de Shigemitsu Sudo (ex-jogador da Seleção Japonesa), conquistou a JFL pela primeira vez em sua história, mas não conseguiu o acesso à J3 League por não possuir a licença.
Manda seus jogos no Oita Sports Park, com capacidade para 16 mil lugares.

## Títulos
- Liga de Prefeitura de Oita (3ª divisão): 2005
- Liga de Prefeitura de Oita (2ª divisão): 2006 e 2009
- Kyushu Soccer League: 2010 e 2011
- Japan Football League: 2020

## Desempenho
| Campeão | Vice-campeão | 3º lugar | Promovido | Rebaixado |

| 2007 | Liga de Prefeitura de Oita (Div. 1) | 6 | 2º  | 10  | 8      | 1  | 1     | 53 | 5  | 48  | 25 | –       |  |  |
| 2008 | Liga de Prefeitura de Oita (Div. 1) | 6 | 3º  | 10  | 7      | 1  | 2     | 44 | 11 | 33  | 22 | –       |  |  |
| 2009 | Liga de Prefeitura de Oita (Div. 1) | 6 | 1º  | 9   | 8      | 1  | 0     | 39 | 5  | 34  | 25 | –       |  |  |
| 2010 | Liga Regional de Kyushu             | 5 | 1º  | 16  | 13 (2) | –  | 1 (0) | 48 | 8  | 40  | 44 | 1ª fase |  |  |
| 2011 | Liga Regional de Kyushu             | 5 | 1º  | 18  | 15 (2) | –  | 0 (1) | 55 | 11 | 44  | 49 | 1ª fase |  |  |
| 2012 | JFL                                 | 4 | 15º | 32  | 9      | 8  | 15    | 40 | 57 | -17 | 35 | 2ª fase |  |  |
| 2013 | JFL                                 | 4 | 15º | 34  | 9      | 5  | 20    | 32 | 45 | -13 | 32 | 2ª fase |  |  |
| 2014 | JFL                                 | 4 | 7º  | 26  | 8      | 9  | 9     | 30 | 28 | 2   | 33 | 2ª fase |  |  |
| 2015 | JFL                                 | 4 | 10º | 30  | 10     | 7  | 13    | 40 | 47 | -7  | 37 | 2ª fase |  |  |
| 2016 | JFL                                 | 4 | 13º | 30  | 6      | 13 | 11    | 30 | 42 | -12 | 31 | –       |  |  |
| 2017 | JFL                                 | 4 | 14º | 30  | 5      | 12 | 13    | 27 | 46 | -19 | 27 | 2ª fase |  |  |
| 2018 | JFL                                 | 4 | 9º  | 30  | 11     | 6  | 13    | 29 | 38 | -9  | 39 | 1ª fase |  |  |
| 2019 | JFL                                 | 4 | 7º  | 30  | 10     | 10 | 10    | 42 | 36 | 6   | 40 | 1ª fase |  |  |
| 2020 | JFL                                 | 4 | 1º  | 15  | 10     | 2  | 3     | 27 | 16 | 11  | 32 | 4ª fase |  |  |
| 2021 | JFL                                 | 4 | 3º  | 32  | 19     | 5  | 8     | 46 | 24 | 22  | 62 | 4ª fase |  |  |
| 2022 | JFL                                 |   |     | TBA |        |    |       |    |    |     |    |         |  |  |

Legenda

- Pos. = Posição na liga; J = Jogos disputados; V = Vitórias; E = Empates; D = Derrotas; GM = Gols marcados; GM = Gols sofridos; SG = Saldo de gols; Pts = Pontos ganhos
- V (GP) = Vitórias com gols de pênalti; D (GP) = Derrotas com gols de pênalti
- Público / Média = Número de torcedores e média de público
- KYU = Kyushu Soccer League (liga regional)